# Diomira Jacobini
Diomira Jacobini (née le 21 mai 1899 à Rome et morte le 13 septembre 1959 dans cette même ville) est une actrice italienne.

## Biographie
Diomira Jacobini provient d'une noble famille romaine. Sœur cadette de Maria, comme elle, adolescente elle approche le milieu du cinéma en débutant à la  Cines, à l'âge de treize ans comme figurant dans le film Marcia nuziale (1915).

### Le cinéma muet
Diomira Jacobini  obtient son premier rôle important dans Il piccolo mozzo, tourné aussi en 1915.
Par la suite elle passe à la Celio Film, à la Tiber Film (1916) où elle joue dans de nombreux films dont  Demonietto (1917), avec comme partenaire Alberto Collo, avec lequel elle joue à diverses occasions, puis à la Tiber, puis à la Fert.
Dans les années 1920, malgré la crise conématographique, elle joue dans des films à succès : La rosa di Fortunio (1922) ; Jolly, clown da circo (1923) ; La casa dei pulcini (1924) ; Maciste e il nipote d'America (1924) où elle a comme partenaire  Bartolomeo Pagano.

### Carrière à l'étranger
À l'étranger, elle tourne Il rigattiere di Amsterdam (1925), avec Werner Krauss, ainsi que Nozze sotto il terrore (1927), tourné au Danemark et produit par la maison de production allemande Terra Filmkunst.

### Film sonore et fin de carrière
Au cours des années 1930, pendant la période du « film parlé  », elle tourne deux films : L'ultima avventura (1932) et Cento di questi giorni (1933), puis met un terme à sa carrière cinématographique.

## Filmographie partielle
- 1914 : Ananke de Nino Oxilia
- 1915 : Il piccolo mozzo de Carmine Gallone
- 1916 : Alla Capitale! de Gennaro Righelli
- 1916 : Il figlio dell'amore d'Emilio Ghione
- 1916 : La rosa di Granata d'Emilio Ghione
- 1916 : Tormento gentile d'Emilio Ghione
- 1917 : Demonietto de Gennaro Righelli
- 1917 : L'aigrette de Baldassarre Negroni
- 1917 : La via della luce de Baldassarre Negroni
- 1918 : Duecento all'ora de Gennaro Righelli
- 1918 : Il marchio rosso de Carlo Campogalliani
- 1918 : Il veleno del piacere de Gennaro Righelli
- 1918 : L'autunno dell'amore de Gennaro Righelli
- 1918 : La via più lunga de Mario Caserini
- 1918 : Mademoiselle Pas-Chic de Gennaro Righelli
- 1918 : Venti giorni all'ombra de Gennaro Righelli
- 1919 : Le avventure di Doloretta de Gennaro Righelli
- 1920 : Addio Musetto de Gennaro Righelli
- 1920 : I due volti di Nunù d'Alfredo De Antoni
- 1920 : Le gioie del focolare de Baldassarre Negroni
- 1921 L'isola della felicità de Luciano Doria
- 1922 : Il segreto della grotta azzurra de Carmine Gallone
  - La rosa di Fortunio de Luciano Doria
- 1923 : Jolly, clown da circo de Mario Camerini
- 1923 : La casa degli scapoli d'Amleto Palermi
- 1923 : La storia di Clo-Clo de Luciano Doria
- 1923 : Per salvare il porcellino de Toddi
- 1923 : Una tazza di thè de Toddi
- 1924 International Gran Prix d'Amleto Palermi
- 1924 : La casa dei pulcini de Mario Camerini
- 1924 : La follia di Noretta de Guglielmo Zorzi
- 1924 : Maciste e il nipote d'America d'Eleuterio Rodolfi
- 1925 : Il rigattiere di Amsterdam (Der Trödler von Amsterdam) de Victor Janson
- 1925 : La via del peccato d'Amleto Palermi
- 1927 Nozze sotto il terrore (Revolutionsbryllup) : réalisation A. W. Sandberg
- 1929 Don Manuel il bandito (Don Manuel, der Bandit) : réalisation Romano Mengon
- 1932 L'ultima avventura : réalisation Mario Camerini
- 1933 Cento di questi giorni : réalisation Augusto et Mario Camerini